# 家森幸男
家森 幸男（やもり ゆきお、1937年 - ）は、日本の医学者。医学博士。WHO循環器疾患専門委員、武庫川女子大学国際健康開発研究所長、ハーバード大学客員教授、京都大学名誉教授（予防栄養学）。病理学専攻。日本に「カスピ海ヨーグルト」を紹介したことで知られ、長寿に関する研究で知られる。

## 人物
京都府出身。京都府立鴨沂高等学校を経て、1962年、京都大学医学部を卒業し、1967年に京都大学大学院医学研究科博士課程修了。島根医科大学教授、京都大学大学院人間・環境学研究科教授などを務めた。

## 現職
- WHO循環器疾患専門委員
- 京都大学名誉教授
- 循環器疾患予防国際共同研究センター長
- 武庫川女子大学国際健康開発研究所所長
- 財団法人兵庫県健康財団会長
- 財団法人生産開発科学研究所学術顧問医学博士
- 島根医科大学名誉教授

## 受賞歴
- 1975年：第1回科学技術庁長官賞
- 1977年：日本脳卒中学会賞（草野賞）
- 1982年：米国心臓学会高血圧賞（CIBA賞）
- 1983年：日本循環器学会賞（佐藤賞）
- 1985年：美原脳血管障害研究振興基金美原賞
- 1985年：上原生命記念科学振興財団上原賞受賞
- 1991年：フランス文部省、クロードベルナール（リヨン）大学名誉博士号授与
- 1991年：全国日本学士会アカデミア賞
- 1992年：岡本賞（国際賞）
- 1994年：ベルツ賞1等賞
- 1998年：紫綬褒章
- 2004年：第2回杉田玄白賞
- 2012年：瑞宝中綬章[4]

## 主な著書
- 「長寿の秘密」法研
- 「長寿の秘訣は食にあり」マキノ出版
- 「『長寿食』世界探検記」講談社
- 「世界の長寿レシピ」主婦の友社
- 「カスピ海ヨーグルトの真実」法研
- 「ついに突き止めた究極の長寿食」洋泉社
- 「やっぱりすごい！カスピ海ヨーグルトの健康力」法研
- 「転換期の医学1 全人的医学へ」岩波書店
- 「大豆は世界を救う」法研
- 「大豆ダイエットレシピ」法研
- 「カスピ海ヨーグルトのおいしいレシピ」レタスクラブMOOK など